# Yana Alborova
Yana Alborova –en ruso, Яна Алборова– (24 de enero de 1994) es una deportista rusa que compite en esgrima, especialista en la modalidad de florete. En los Juegos Europeos de Bakú 2015 obtuvo dos medallas, oro en la prueba por equipos y plata en la individual.

## Palmarés internacional
| Juegos Europeos | Juegos Europeos   | Juegos Europeos  | Juegos Europeos     |
| Año             | Lugar             | Medalla          | Prueba              |
| --------------- | ----------------- | ---------------- | ------------------- |
| 2015            | Bakú (Azerbaiyán) | Medalla de oro   | Florete por equipos |
| 2015            | Bakú (Azerbaiyán) | Medalla de plata | Florete individual  |